# Take Me Home (album của One Direction)
Take Me Home là album phòng thu thứ hai của ban nhạc nam người Anh-Ireland One Direction, phát hành trên toàn thế giới vào tháng 11 năm 2012 bởi hãng đĩa Syco Records và Columbia Records (Sony Music Entertainment). Sau nhiều sự xuất hiện của và đi tour ở Bắc Mỹ và châu Đại Dương để quảng bá cho album phòng thu đầu tay phát hành trước đó, One Direction bắt tay vào thực hiện album phòng thu thứ hai của ban nhạc vào tháng 5 năm 2012. Sau sự thành công quốc tế của album đầu tay, Up All Night (2011), nhiều tác giả và nhà sản xuất đã được mời tham gia sáng tác và sản xuất cho album, bao gồm Carl Falk, Rami Yacoub, Savan Kotecha, Ed Sheeran, Jake Gosling, và Tom Fletcher. Album chủ yếu mang âm hưởng của nhạc pop, xen kẽ các yếu tố pop rock, dance-pop, teen pop và power pop.
Take Me Home đã nhận được nhiều ý kiến tích cực từ các nhà phê bình. Album đã dẫn đầu bảng xếp hạng của hơn ba mươi lăm quốc gia, trong đó có Anh, Canada, Mỹ, Úc, với doanh số hơn một triệu bản đã được tiêu thụ trên toàn thế giới ngay trong tuần đầu phát hành và nhận được rất nhiều chứng nhận từ các Hiệp hội Công nghiệp Ghi âm. Khi Take Me Home đạt mốc doanh số một triệu bản ở Mỹ vào tuần lễ ngày 16 tháng 12 năm 2012, One Direction trở thành nghệ sĩ đầu tiên có hai album khác nhau đạt doanh số một triệu bản trong cùng một năm. Album phòng thu đầu tay của ban nhạc, Up All Night, trở thành album có doanh số bán chạy thứ ba (1,616,000 bản), và Take Me Home trở thành album có doanh số bán chạy thứ năm (1,340,000) trong năm 2012 tại Mỹ.
Đĩa đơn đầu tiên từ album, "Live While We're Young", phát hành ngày 28 tháng 9 năm 2012, đã lọt vào Top 10 trên bảng xếp hạng của rất nhiều quốc gia trên toàn thế giới. Đĩa đơn thứ hai, "Little Things", phát hành ngày 11 tháng 11 năm 2012, trở thành đĩa đơn quán quân thứ hai của ban nhạc tại Anh. Đi kèm theo sự phát hành của album là tour lưu diễn dài bảy tháng 2013 World Tour bắt đầu vào tháng 2 năm 2013.

## Danh sách bài hát
| STT | Nhan đề                    | Sáng tác | Sản xuất                        | Thời lượng |
| --- | -------------------------- | --- | ------------------------------- | ---------- |
| 1.  | "Live While We're Young"   | Rami Yacoub, Carl Falk, Savan Kotecha                                                                        | Yacoub, Falk                    | 3:20       |
| 2.  | "Kiss You"                 | Yacoub, Falk, Kotecha, Shellback, Kristian Lundin, Albin Nedler, Kristoffer Fogelmark                        | Yacoub, Falk                    | 3:03       |
| 3.  | "Little Things"            | Ed Sheeran, Fiona Bevan                                                                                      | Jake Gosling                    | 3:39       |
| 4.  | "C'mon, C'mon"             | Jamie Scott, John Ryan, Julian C. Bunetta                                                                    | Bunetta, Ryan                   | 2:45       |
| 5.  | "Last First Kiss"          | Nedler, Fogelmark, Yacoub, Falk, Kotecha, Harry Styles, Liam Payne, Zayn Malik, Louis Tomlinson, Niall Horan | Yacoub, Falk, Fogelmark, Nedler | 3:23       |
| 6.  | "Heart Attack"             | Yacoub, Falk, Kotecha, Shellback, Lundin                                                                     | Yacoub, Falk, Shellback         | 2:56       |
| 7.  | "Rock Me"                  | Lukasz Gottwald, Henry Walter, Peter Svensson, Allan Grigg, Sam Hollander                                    | Dr. Luke, Cirkut, Kool Kojak    | 3:20       |
| 8.  | "Change My Mind"           | Yacoub, Falk, Kotecha                                                                                        | Yacoub, Falk                    | 3:32       |
| 9.  | "I Would"                  | Tom Fletcher, Danny Jones, Dougie Poynter                                                                    | Bunetta, Sam Waters, Ryan       | 3:21       |
| 10. | "Over Again"               | Sheeran, Robert Conlon                                                                                       | Gosling                         | 3:02       |
| 11. | "Back for You"             | Fogelmark, Nedler, Kotecha, Payne, Styles, Tomlinson, Yacoub, Horan                                          | Yacoub, Falk, Nedler, Fogelmark | 2:58       |
| 12. | "They Don't Know About Us" | Tebey, Tommy Lee James, Peter Wallevik, Tommy Gee                                                            | Ottoh, Bunetta, Ryan            | 3:20       |
| 13. | "Summer Love"              | Niall Horan, Hector, Steve Robson, Lindy Robbins,Zayn Malik,Liam Payne,Louis Tomlinson,Harry Styles          | Robson                          | 3:28       |

| Bài hát tặng kèm phiên bản sách ảnh giới hạn | Bài hát tặng kèm phiên bản sách ảnh giới hạn | Bài hát tặng kèm phiên bản sách ảnh giới hạn    | Bài hát tặng kèm phiên bản sách ảnh giới hạn | Bài hát tặng kèm phiên bản sách ảnh giới hạn |
| STT                                          | Nhan đề                                      | Sáng tác                                        | Sản xuất                                     | Thời lượng                                   |
| -------------------------------------------- | -------------------------------------------- | ----------------------------------------------- | -------------------------------------------- | -------------------------------------------- |
| 14.                                          | "She's Not Afraid"                           | Scott, Ryan, Bunetta                            | Bunetta, Ryan                                | 3:11                                         |
| 15.                                          | "Loved You First"                            | Tebey, Bunetta, Ryan, James                     | Bunetta, Ryan                                | 3:05                                         |
| 16.                                          | "Nobody Compares"                            | Yacoub, Falk, Kotecha, Shellback                | Yacoub, Falk, Shellback                      | 3:31                                         |
| 17.                                          | "Still the One"                              | Yacoub, Falk, Kotecha, Payne, Tomlinson, Styles | Yacoub, Falk, Shellback                      | 3:03                                         |

| Bài hát tặng kèm phiên bản sách ảnh giới hạn ở Nhật | Bài hát tặng kèm phiên bản sách ảnh giới hạn ở Nhật | Bài hát tặng kèm phiên bản sách ảnh giới hạn ở Nhật              | Bài hát tặng kèm phiên bản sách ảnh giới hạn ở Nhật | Bài hát tặng kèm phiên bản sách ảnh giới hạn ở Nhật |
| STT                                                 | Nhan đề                                             | Sáng tác                                                         | Sản xuất                                            | Thời lượng                                          |
| --------------------------------------------------- | --------------------------------------------------- | ---------------------------------------------------------------- | --------------------------------------------------- | --------------------------------------------------- |
| 14.                                                 | "She's Not Afraid"                                  | Scott, Ryan, Bunetta                                             | Bunetta                                             | 3:11                                                |
| 15.                                                 | "Loved You First"                                   | Tebey, Bunetta, Ryan, James                                      | Bunetta                                             | 3:05                                                |
| 16.                                                 | "Nobody Compares"                                   | Yacoub, Falk, Kotecha, Shellback                                 | Yacoub, Falk, Shellback                             | 3:31                                                |
| 17.                                                 | "Still the One"                                     | Yacoub, Falk, Kotecha, Payne, Tomlinson, Styles                  | Yacoub, Falk, Shellback                             | 3:03                                                |
| 18.                                                 | "Truly Madly Deeply"                                | Travor Dahl, Toby Gad, Robbins                                   | Gad                                                 | 3:01                                                |
| 19.                                                 | "Magic"                                             | Yacoub, Falk, Kotecha                                            | Yacoub, Falk, Shellback                             | 3:05                                                |
| 20.                                                 | "Irresistible"                                      | Fletcher, Horan, Jones, Malik, Payne, Poynter, Styles, Tomlinson | Bunetta, Waters                                     | 3:59                                                |

| Bài hát tặng kèm phiên bản đặc biệt trên Target | Bài hát tặng kèm phiên bản đặc biệt trên Target | Bài hát tặng kèm phiên bản đặc biệt trên Target                  | Bài hát tặng kèm phiên bản đặc biệt trên Target | Bài hát tặng kèm phiên bản đặc biệt trên Target |
| STT                                             | Nhan đề                                         | Sáng tác                                                         | Sản xuất                                        | Thời lượng                                      |
| ----------------------------------------------- | ----------------------------------------------- | ---------------------------------------------------------------- | ----------------------------------------------- | ----------------------------------------------- |
| 14.                                             | "Truly Madly Deeply"                            | Travor Dahl, Toby Gad, Robbins                                   | Yacoub, Falk                                    | 3:01                                            |
| 15.                                             | "Magic"                                         | Yacoub, Falk, Kotecha                                            | Yacoub, Falk, Shellback                         | 3:05                                            |
| 16.                                             | "Irresistible"                                  | Fletcher, Horan, Jones, Malik, Payne, Poynter, Styles, Tomlinson | Bunetta, Waters                                 | 3:59                                            |
| 17.                                             | "One Thing" (Live)                              | Yacoub, Falk, Kotecha                                            | Yacoub, Kotecha                                 | 3:26                                            |
| 18.                                             | "I Wish" (Live)                                 | Yacoub, Falk, Kotecha                                            | Yacoub, Falk                                    | 3:48                                            |

| Bài hát tặng kèm phiên bản đặc biệt trên cửa hàng iTunes | Bài hát tặng kèm phiên bản đặc biệt trên cửa hàng iTunes      | Bài hát tặng kèm phiên bản đặc biệt trên cửa hàng iTunes | Bài hát tặng kèm phiên bản đặc biệt trên cửa hàng iTunes | Bài hát tặng kèm phiên bản đặc biệt trên cửa hàng iTunes |
| STT                                                      | Nhan đề                                                       | Sáng tác                                                 | Sản xuất                                                 | Thời lượng                                               |
| -------------------------------------------------------- | ------------------------------------------------------------- | -------------------------------------------------------- | -------------------------------------------------------- | -------------------------------------------------------- |
| 14.                                                      | "She's Not Afraid"                                            | Scott, Ryan, Bunetta                                     | Bunetta                                                  | 3:11                                                     |
| 15.                                                      | "Loved You First"                                             | Tebey, Bunetta, Ryan, James                              | Bunetta                                                  | 3:05                                                     |
| 16.                                                      | "Nobody Compares"                                             | Yacoub, Falk, Kotecha, Shellback                         | Yacoub, Falk, Shellback                                  | 3:31                                                     |
| 17.                                                      | "Still the One"                                               | Yacoub, Falk, Kotecha, Payne, Tomlinson, Styles          | Yacoub, Falk, Shellback                                  | 3:03                                                     |
| 18.                                                      | "One Thing" (Live)                                            | Yacoub, Falk, Kotecha                                    | Kotecha, Yacoub                                          | 4:01                                                     |
| 19.                                                      | "What Makes You Beautiful" (Live)                             | Yacoub, Falk, Kotecha                                    | Yacoub, Falk                                             | 3:50                                                     |
| 20.                                                      | "Moments" (Live)                                              | Sheeran, Hulbert                                         | Hulbert                                                  | 5:10                                                     |
| 21.                                                      | "One Direction backstage at the 2012 iTunes Festival" (Video) |                                                          |                                                          | 4:26                                                     |

- Thông tin được lấy từ phần ghi chú trong album Take Me Home.

## Tham gia thực hiện
Thông tin được lấy từ phần ghi chú trong album Take Me Home.
- One Direction – hát chính
- Fiona Bevan – biên soạn
- Karl Brazil –	drum kit
- David Bukovinszky – cello
- Julian Bunetta – biên soạn, kỹ thuật, nhạc sĩ, sản xuất, sản xuất giọng hát
- Mattias Bylund – chỉnh sửa, sắp xếp bộ dây, kỹ thuật bộ dây
- Cirkut – nhạc sĩ, sản xuất, lập trình
- Robert Conlon	– biên soạn
- Rupert Coulson – thiết kế
- Tom Coyne – master
- Tommy Culm – hát bè
- Dr. Luke – nhạc sĩ, sản xuất, lập trình
- Chris Elliot – thiết kế string
- Levon Eriksson – trợ lí
- Carl Falk – biên soạn, guitar, nhạc sĩ, sản xuất, lập trình, chỉnh giọng, kỹ thuật giọng hát, hát bè
- Rachael Findlen – trợ lí
- Tom Fletcher – biên soạn
- Kristoffer Fogelmark – biên soạn, guitar, nhạc sĩ, sản xuất, lập trình, chỉnh giọng, kỹ thuật giọng hát, hát bè
- Ian Franzino – trợ lý kỹ thuật
- Serban Ghenea – hòa âm
- Clint Gibbs – trợ lý, giọng hát
- Jake Gosling – drum kit, hòa âm, bộ gõ, piano, sản xuất, lập trình, bộ dây
- Lukasz Gottwald – biên soạn, giọng hát
- Alexander Gowers – biên soạn
- Tommy P Gregersen – biên soạn
- Allan Grigg – biên soạn
- Stephen P. Grigg – trợ lí
- John Hanes – hòa âm
- Wayne Hector – biên soạn
- Sam Hollander	– biên soạn, nhạc sĩ, lập trình
- Niall Horan – biên soạn, guitar, giọng hát
- Ash Howes – hòa âm, lập trình
- Andy Hughes – trợ lí
- Ava James – giọng hát
- Tommy Lee James – biên soạn
- Matthias Johansson – vĩ cầm
- Danny Jones – biên soạn
- Koool Kojak – kỹ thuật, nhạc sĩ, sản xuất, lập trình, giọng hát
- Savan Kotecha – biên soạn, hát bè
- Chris Leonard	– đệm guitar acoustic, đệm guitar bass, guitar điện
- Kristian Lundin – biên soạn
- Zayn Malik – biên soạn, minh họa, giọng hát
- Sam Miller – kỹ thuật
- Katie Mitzell	– phối hợp sản xuất
- Malcolm Moore – bass
- Adam Nedler – giọng hát
- Albin Nedler – biên soạn, guitar, nhạc sĩ, sản xuất, lập trình, chỉnh giọng, kỹ thuật giọng hát, hát bè
- Alex Oriet – kỹ thuật giọng hát
- Tebey Ottoh – biên soạn, sản xuất giọng hát
- Liam Payne – biên soạn, giọng hát
- Joel Peters – trự lí
- Luke Potashnik – guitar
- Dougie Poynter – biên soạn
- Irene Richter	– phối hợp sản xuất
- Lindy Robbins – biên soạn
- Steve Robson – biên soạn, guitar, bàn phím, hòa âm, sản xuất
- John Ryan – biên soạn, kỹ thuật, nhạc sĩ, sản xuất, sản xuất giọng hát
- Jamie Scott – biên soạn
- Ed Sheeran – biên soạn
- Shellback – bass, nhạc sĩ, sản xuất, lập trình, hát bè
- Harry Styles – biên soạn, giọng hát
- Peter Svensson – biên soạn, nhạc sĩ, lập trình, giọng hát
- Louis Tomlinson – biên soạn, giọng hát
- John Urbano – nhiếp ảnh gia
- Peter Wallevik – biên soạn
- Henry Walter – biên soạn, giọng hát
- Sam Waters – kỹ thuật giọng hát, sản xuất giọng hát
- Caroline Watson – thời trang
- Emily Wright – kỹ thuật, sản xuất giọng hát
- Rami Yacoub – biên soạn, sản xuất

## Xếp hạng và chứng nhận
| Bảng xếp hạng (2012)          | Vị trí cao nhất |
| ----------------------------- | --------------- |
| Australian Albums Chart       | 1               |
| Austrian Albums Chart         | 2               |
| Belgian Flanders Albums Chart | 1               |
| Belgian Wallonia Albums Chart | 3               |
| Canadian Albums Chart         | 1               |
| Croatian Albums Chart         | 1               |
| Czech Albums Chart            | 1               |
| Danish Albums Chart           | 1               |
| Dutch Albums Chart            | 1               |
| Finnish Albums Chart          | 2               |
| French Albums Chart           | 3               |
| German Albums Chart           | 2               |
| Greek Albums Chart            | 1               |
| Hungarian Albums Chart        | 2               |
| Irish Albums Chart            | 1               |
| Italian Albums Chart          | 1               |
| Japanese Albums Chart         | 6               |
| Mexican Albums Chart          | 1               |
| New Zealand Albums Chart      | 1               |
| Norwegian Albums Chart        | 1               |
| Polish Albums Chart           | 3               |
| Portuguese Albums Chart       | 1               |
| Scottish Albums Chart         | 1               |
| Spanish Albums Chart          | 3               |
| Swedish Albums Chart          | 1               |
| Swiss Albums Chart            | 1               |
| Taiwanese Albums Chart        | 3               |
| UK Albums Chart               | 1               |
| US Billboard 200              | 1               |

| Quốc gia (Hiệp hội)      | Chứng nhận  |
| ------------------------ | ----------- |
| Argentina (CAPIF)        | Bạch kim    |
| Ba Lan (ZPAV)            | Bạch kim    |
| Bồ Đào Nha (AFP)         | Bạch kim    |
| Canada (Music Canada)    | 2× Bạch kim |
| Đan Mạch (IFPI Denmark)  | Bạch kim    |
| Hy Lạp (IFPI Greece)     | 2× Bạch kim |
| Hungary (MAHASZ)         | Vàng        |
| Mexico (AMPROFON)        | Bạch kim    |
| Hà Lan (NVPI)            | Vàng        |
| New Zealand (RMNZ)       | Bạch kim    |
| Tây Ban Nha (PROMUSICAE) | Bạch kim    |
| Thụy Điển (GLF)          | Bạch kim    |
| Mỹ (RIAA)                | Bạch kim    |
| Venezuela (APVF)         | 2× Bạch kim |
| Úc (ARIA)                | 2× Bạch kim |
| Ý (FIMI)                 | Bạch kim    |